# Шульгина (деревня)
Шульгина — деревня в Аларском районе Усть-Ордынского Бурятского округа Иркутской области. Входит в муниципальное образование «Маниловск».

## География
Расположена примерно в 8 километрах к северо-западу от районного центра на высоте высоте 566 метров над уровнем моря.
Состоит из 1 улицы (Центральная)

## Происхождение названия
Название Шульгина отфамильное (происходит от фамилии основателя населённого пункта Шульгина). .

## История
Основана в 1895 году как казачья заимка .

## Население
| 2002 | 2010 | 2011 | 2012 |
| ---- | ---- | ---- | ---- |
| 188  | ↘110 | →110 | ↘109 |